# Schutzverhältnis
Schutzverhältnis (englisch protection ratio (R.F. | RF)) ist in Artikel 1.170 der Vollzugsordnung für den Funkdienst (VO Funk) der Internationalen Fernmeldeunion (ITU) definiert als «gewöhnlich in Dezibel ausgedrückter Mindestwert des Verhältnisses zwischen Nutzsignal und Störsignal am Empfängereingang (einer Empfangsfunkstelle), das unter bestimmten Bedingungen so festgelegt wird, dass eine bestimmte Empfangsgüte des Nutzsignals am Empfängereingang erreicht wird.»

## Frequenzverwaltung
Hierbei handelt es sich aber auch um einen Begriff der Frequenzverwaltung, der in den ITU-Sprachen verbindlich definiert ist, in der VO Funk veröffentlicht wurde und speziell im Zusammenhang mit der gemeinsamen Benutzung von Frequenzen verwendet wird.